# Дача Зинаиды Юсуповой

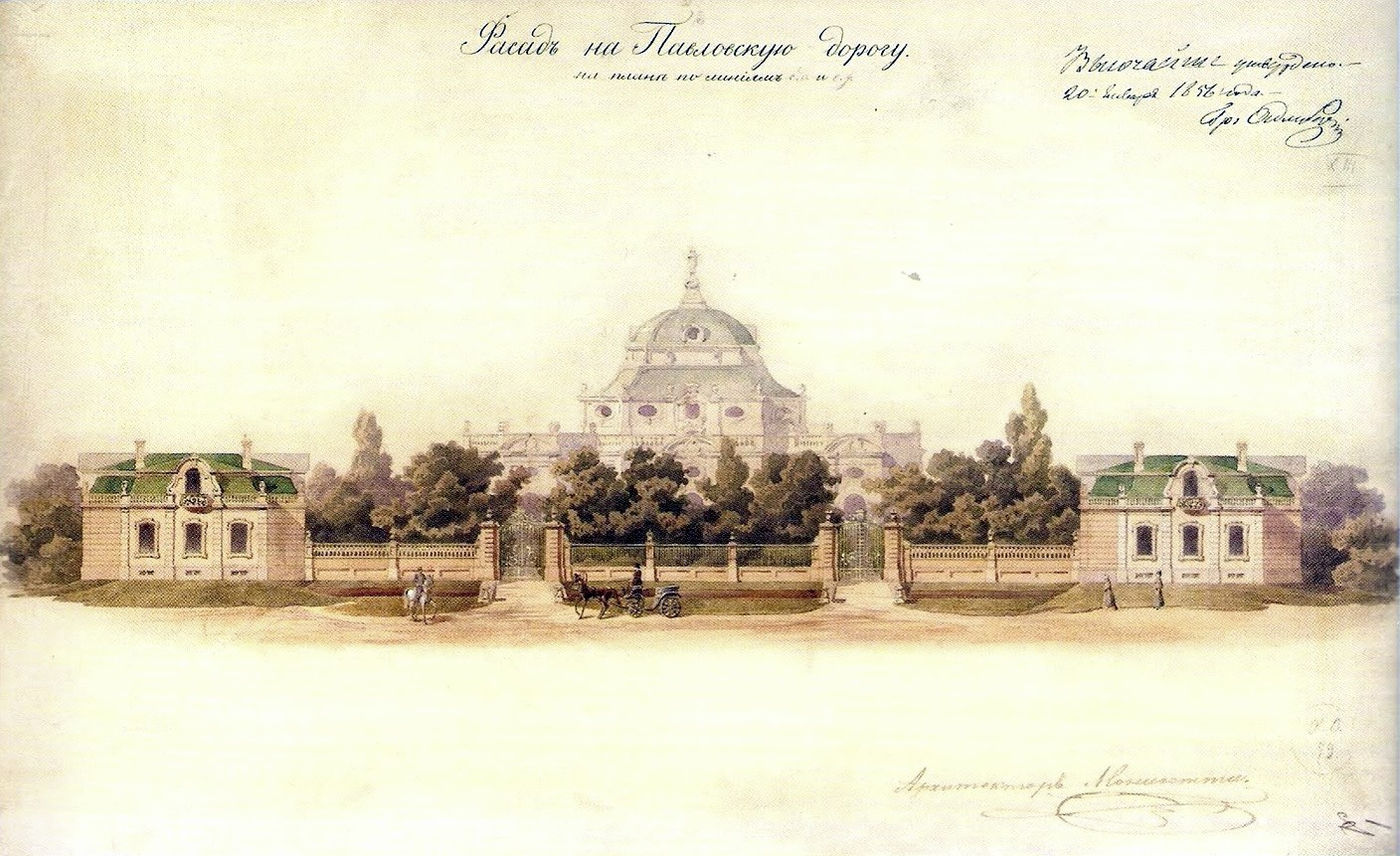
И. А. Монигетти, проект фасада, выходящего на Павловскую дорогу, 1856.

Дача З. И. Юсуповой — загородная вилла в Царском Селе (ныне г. Пушкин), построенная по заказу Зинаиды Юсуповой в 1856—1859 годах придворным архитектором Ипполитом Монигетти. Постройка была задумана в качестве павильона-эрмитажа, куда можно удалиться отдохнуть от светской суеты.
Парадные интерьеры виллы были богато отделаны в стиле Людовика XV и зарисованы в альбоме акварелей Василия Садовникова (1872; ныне находится в коллекции ГИМ).
В 1909—1911 годах вилла была реконструирована по проекту архитектора Андрея Вайтенса — здание было модернизировано, проведено электричество. В том же 1911 году Вайтенс по поручению Юсуповой занялся постройкой церкви в местечке «Юсуповский посёлок» Шлиссельбургского уезда Санкт-Петербургской губернии, при станции Мга Северных железных дорог — земля из Благовещенского имения княгини на реке Мге, выделенная под возведение храма, в 1910 году была пожертвована Петербургской духовной консистории.
В особняке хранилась часть коллекции произведений искуссва, принадлежавшей семье Юсуповых. В их числе находился Портрет Феликса Сумарокова-Эльстона кисти Валентина Серова, впоследствии переданный в Русский музей.
После Октябрьской революции вилла была экспроприирована. Её коллекции поступили в Екатерининский дворец-музей, само здание было передано под устройство детской трудовой колонии им. Луначарского.
В 1921 году бывшую царскосельскую дачу Юсуповой получило в пользование Петроградское балетное училище. Загородная вилла использовалась в качестве дома летнего отдыха воспитанниц до 1933 года, когда она была передана Институту растениеводства под обустройство там лаборатории и квартир сотрудников.
Во время войны здание сильно пострадало. После проведения ремонта в нём был устроен детский санаторий.